# Lewis Arthur Tambs
Lewis Arthur Tambs, né le 7 juillet 1927 à San Diego en Californie et mort le 19 octobre 2017 à Tempe (Arizona) est un ancien ambassadeur des États-Unis en Colombie de 1983 à 1985 puis au Costa Rica de 1985 à 1987,,. 